# Anás El Ayyane
Anás El Ayyane Fahmi (Vila-real, 30 ottobre 1992) è un giocatore di calcio a 5 marocchino con cittadinanza spagnola.

## Carriera
Nato in Spagna da genitori marocchini, ha debuttato nella nazionale marocchina nel 2016. Con i Leoni dell'Atlante ha vinto la Coppa d'Africa 2020. L'anno seguente figura tra i convocati per la Coppa del Mondo, nella quale il Marocco raggiunge per la prima volta i quarti di finale.

## Palmarès
- Coppa d'Africa: 1
Marocco 2020